# 楊牧南
楊牧南（？—？）是第二任播州土司，其活躍年代位於唐朝末年至五代時期。
楊牧南是第一代土司楊端之子。本名楊曄。龍紀元年（889年）楊曄接受唐朝的冊封，成為牧南侯，故而被稱為楊牧南。
朱溫篡奪唐朝的皇位之後，其父楊端十分憤怒，但無能為力，因而得病而死。楊牧南隨後繼承父位成為播州土司。楊牧南在位期間，播州四面都受到異族的威脅，其中九溪十八洞威脅甚大。楊牧南日夜憂憤，整備士卒，致力征討他們，但尚未征服便死去。其子楊部射繼承其土司之位。